# Onciale 0282
- Papyrus
- Onciale
- Minuscules
- Lectionnaire

Le Codex 0282 (dans la numérotation Gregory-Aland), est un manuscrit du Nouveau Testament sur parchemin écrit en écriture grecque onciale.

## Description
Le codex se compose d'une folio. Il est écrit en deux colonnes par page, 27 lignes par colonne. Les dimensions du manuscrit sont 25 x 18 cm,. Les paléographes datent ce manuscrit du VIe siècle.
C'est un manuscrit contenant le texte de l'Épître à Philémon (2,24-27; 3,6-8).
Le texte du codex Kurt Aland ne l'a placé dans aucune Catégorie.
Lieu de conservation
Il est conservé au Monastère Sainte-Catherine (N.E. ΜΓ 29a) dans le Sinaï,.